# مصاحبه (فیلم ۱۹۹۵)
مصاحبه (انگلیسی: The Interview) یک فیلم درام برزیلی محصول سال ۱۹۹۵ به کارگردانی مونیک گاردنبرگ که فیلمنامه را به صورت مشترک با سیروس نورسته نوشته است.

## داستان
مایکل، روزنامه‌نگار آمریکایی که برای یک روزنامه برزیلی کار می‌کند، مسئول مصاحبه با پدر لوئیس استفن، مبلغ مشهور کاتولیک می‌شود که به نیازمندان در جنگل‌ها کمک می‌کند. او یک مشکل دارد: پدر به ندرت مصاحبه می‌کند. با این حال، مایکل تصمیم می‌گیرد که اولین کسی باشد که شخصاً با پدر مصاحبه می‌کند و در جستجوی کشیش به مرکز برزیل می‌رود. مایکل به زودی خواهد فهمید که گرفتن مصاحبه چقدر می‌تواند سخت باشد، و اینکه خجالتی بودن رسانه‌ای ظاهری پدر پیامدهای عمیق‌تری از آن چیزی دارد که او فکر می‌کرد.